# تشهار قلعة
تشهار قلعة هي قرية في مقاطعة تكاب، إيران. يقدر عدد سكانها بـ 82 نسمة بحسب إحصاء 2016.